# Viola (keresztnév)
A Viola latin eredetű női név, mely az ibolya virág (Viola arvensis) latin nevéből származik, és sok nyelvben vált női névvé.

## Rokon nevek
- Violenta:[1] a latin viola szóból képzett középkori női név.[2]
- Violett: a Viola francia kicsinyítőképzős alakja.[2]
- Violetta:[1] A Viola olasz kicsinyítőképzős változata.[2]
- Letta:[1] a Violetta név német beceneve.[3]

Ibolya, Ivola

## Gyakorisága
A Viola már az Árpád-korban használatos női név volt Magyarországon, az 1990-es években ritka volt, a Violetta igen ritka, a Violenta, Violett és a Letta szórványos nevek voltak, a 2000-es években nem szerepeltek a 100 leggyakoribb női név között.

## Névnapok
Viola, Violenta, Violett
- május 3.[2]
- május 5.[2]
- június 15.[2]
- június 25.[2]
- december 19.[2]

Violetta
- május 3.[2]
- május 5.[2]
- június 15.[2]
- június 25.[2]

Letta
- május 3.[3]
- június 15.[3]
- június 25.[3]

## Híres Violák, Violenták, Violettek, Violetták, Letták
- Berki Viola grafikus, festő
- Orbán Viola színésznő
- Schweizer Viola színésznő
- Viola Davis amerikai színésznő
- Letta Mbulu, dél-afrikai énekesnő
- Ferrari Violetta, színésznő
- Violetta Castillo, a Violetta című televíziós sorozat főszereplője
- Piast Viola magyar királyné